# آنتونی جکسون
آنتونی جکسون (انگلیسی: Anthony Jackson؛ ‏ ۱۸ فوریهٔ ۱۹۴۴ – ۲۶ نوامبر ۲۰۰۶) بازیگر اهل بریتانیا بود.
از فیلم‌ها یا مجموعه‌های تلویزیونی که وی در آن‌ها نقش داشته است، می‌توان به خانه پربرکت و قصه‌گو اشاره نمود.